# Ahn Jae-hyung
Ahn Jae-hyung (8 gennaio 1965) è un ex tennistavolista sudcoreano.

## Carriera
All'apice della propria carriera giunse sul terzo gradino del podio nel doppio alle Olimpiadi di Seul 1988, al fianco del connazionale Yoo Nam-kyu.